# OSAKA STADIUM on August 25th in 1985
『OSAKA STADIUM on August 25th in 1985』（おおさかスタジアム・オン・オーガスト・トゥウェンティーフィフス・イン・ナインティーンエイティファイブ）は、日本のシンガーソングライターである尾崎豊の4作目のライブ・アルバム。
1998年11月21日にソニー・ミュージックレコーズから『OSAKA STADIUM on August 25th in 1985 Volume 1.』および『OSAKA STADIUM on August 25th in 1985 Volume 2.』が個別にリリースされた。『MISSING BOY』（1997年）よりおよそ1年振りとなるライブ・アルバムであり、プロデュースは須藤晃が担当している。
1985年に開催された「TROPIC OF GRADUATION TOUR」からツアーファイナルとなった8月25日の大阪球場公演の模様を収録、当日演奏された全18曲の中から14曲が収録された。音源の状態の悪さや紛失などにより、当日演奏された内の4曲は未収録となった。
本作はオリコンアルバムチャートにおいて『Volume 1.』が最高位第60位、『Volume 2.』が最高位第63位となった。

## 背景
尾崎は2枚目のオリジナル・アルバム『回帰線』（1985年）リリース後、同作を受けたコンサートツアー「TROPIC OF GRADUATION TOUR」を約4か月間、全39公演に及び実施した。同公演は1985年5月6日の立川市民会館公演での開始以来、沖縄での公演も含めて北方から南方までを往復するようなスケジュールで行われ、ほぼすべてがホール・コンサートであった。ツアーファイナルの8月25日には大阪球場公演が予定されており、2万席分のチケットはすでにソールド・アウトしていた。
尾崎は前日の8月24日に大阪入りし、スタッフやバンドメンバーとともに梅田のホテルに一泊、25日の昼過ぎに会場に向かうこととなった。当日、大阪は高温となっており、移動用のタクシーは冷房が効かずラジオ放送からは気温が35度を超えてさらに上がるとアナウンスされ、緑の少ない大阪はアスファルトとコンクリートによって高温地帯となっていた。大阪球場もアスファルトやコンクリートに囲まれた中に位置しており、すり鉢状になった球場のグラウンドの内野からホームベースに向けてステージがセッティングされていた。
リハーサルは午後1時過ぎから開始され、スタッフがステージ上の気温を図ったところ41度を記録したという。バックバンドである「Heart Of Klaxon」がサウンドチェックおよびリハーサルに入り、ボーカルチェックの段階に入るも尾崎は不在であった。ステージ上からバンドメンバーがPAを使用して尾崎に呼びかけるもどこにもおらず、後に尾崎は公演開始前の腹ごしらえとしてステーキを食べに行っていたことが判明した。その後遅れてステージにやって来た尾崎はステージの大きさを歩幅や手の先をかざして確認する作業に入った。

## 録音
本作はコンサートツアー「TROPIC OF GRADUATION TOUR」の中からツアーファイナルとなった8月25日の大阪球場公演の模様が収録されている。当日は2万6000人を動員しており、当時の日本における音楽シーンで球場での単独コンサートが可能なミュージシャンは極僅かであり、とりわけロックミュージシャンでは1978年に後楽園球場公演を行った矢沢永吉など極少数であったが、尾崎はデビューからわずか1年8か月でスタジアムライブを実現させることとなった。また、チケットは即日完売となった。
同公演は午後6時より開演され、真昼のような明るさと暑さの中で1曲目「米軍キャンプ」のイントロから演奏が開始された。「米軍キャンプ」は5月より開始されたツアー当初から演奏されていたが、当日の時点においてもまだ未発表曲であり、正式には同年11月28日にリリースされた3枚目のオリジナル・アルバム『壊れた扉から』が初収録であったため、聴衆の多くにとっては未知の曲であった。1曲目がアップテンポな曲ではなく感傷的なバラードとなったことに関して、ギタリストの江口正祥は尾崎が常に新しい形を模索していたことを述懐した上で、「ドラムのリズムだけでステージに登場して、静かに歌いだす。いいオープニングだったと思います」と述べている。また当日は同じく未発表曲であった「Freeze Moon」も演奏しており、メンバー紹介も含めて30分以上演奏するなど実験的な要素が強い構成となっていた。また尾崎はメンバー紹介において「俺たち、ハート・オブ・クラクション」と述べており、尾崎自身にとってバンドメンバーは必要不可欠な存在となっていた。
尾崎はアンコールにおいて「Freeze Moon」演奏時の終盤に「バイバイ」と3回連呼しており、その部分までが『Volume 2.』に収録されている。書籍『地球音楽ライブラリー 尾崎豊』においてライターの落合昇平は、コンサート終了後に尾崎は楽屋で放心状態となっており、スタッフから生ビールを手渡され「ひと言!」と言われた後に自ら頭にビールをかけ「いつまで歌えば幸せになれるんだろうって……」と発言した後困惑の表情で笑ったと述べている。また、聴衆が去り撤去が始まったグラウンドを横切る際に、尾崎は何度もステージと客席を振り返り清々しい表情を見せていたという。やがて尾崎の乗った車が発進するとともに、尾崎が胸ポケットに入れていた漫画『北斗の拳』（1983年 - 1988年）を題材とした電子ゲームの音が鳴ると同時に尾崎は吹き出すように笑い出したとも述べている。

## 構成
本作はライブ・コンピレーション・アルバム『MISSING BOY』（1997年）制作のために残された音源を調査した際に発見されたオリジナルテープから制作された。本作のミキシングは尾崎が10代の内にリリースした3枚のオリジナル・アルバムを手掛けたレコーディング・エンジニアの助川健が担当、マスタリングはニューヨークにて行われた。当時はアナログ録音用のガムテープほどの太さのテープを使用しており、また収録時間も短いものであった。そのため、3時間を越えるライブとなった大阪球場公演の録音テープは膨大な数となっており、テープの状態が良好ではなくさらに録音時のハプニングも相まって全体を整理するために長い時間と労力を伴ったとプロデューサーの須藤晃は述べている。当時須藤は尾崎関連で残されたマルチ録音のテープは大阪球場のものが最後であるとし、ほかに残された音源はすべて何らかの形でリリースされていると述べている。結果として『MISSING BOY』にはオリジナルテープから3曲だけ収録されることとなった。
オリジナルテープにはいくつかの問題が存在し、アンコール1曲目の「Freeze Moon」終了直後から音源が消失しており、13年経過していたことから当時のスタッフも何故その先の音源が存在しないのかは覚えておらず判明しなかった。残りのアンコール2曲である「I LOVE YOU」および「シェリー」については映像用として記録されたテープには残っていたが、マルチ録音のテープは存在しないため本作には未収録となった。また録音上のトラブルが発生したために本編演奏曲の中から「ダンスホール」および「卒業」も未収録となった。そのような状況の中、須藤は可能な限り当日のライブを再現するため、オープニングから6曲目までは未編集で曲間もそのまま収録しており、許容範囲であればノイズも削除せず、さらに尾崎が歌っていない箇所やチューニングに異常が発生したギターの音などもバランスを変更せずそのまま収録したと述べている。その他にもアンコールで演奏された「Freeze Moon」は30分を越える演奏時間であったが未編集で収録されている。本作収録曲の内、「ドーナツ・ショップ」および「Freeze Moon」は公式リリース前であり、後にリリースされたバージョンとは一部歌詞が異なっている。

## リリース、チャート成績
1998年11月21日にソニー・ミュージックレコーズから『OSAKA STADIUM on August 25th in 1985 Volume 1.』および『OSAKA STADIUM on August 25th in 1985 Volume 2.』が個別にCDにてリリースされた。『Volume 1.』はオリコンアルバムチャートにおいて最高位第60位の登場週数2回で売り上げ枚数は0.5万枚、『Volume 2.』は最高位第63位の登場週数2回で売り上げ枚数は0.5万枚となった。また、『Volume 1.』のライナーノーツにおいて須藤は、本作2枚において未収録となった曲を含めた大阪球場公演のライブ・ビデオが後にリリースされると記述していたが、結果として後に至るまでライブ・ビデオはリリースされていない。
2012年8月29日にはCD-BOX『LIVEBEAT BOX』に収録される形で再リリースされたが、CD1枚組となったために収録曲の内「米軍キャンプ」「Bow!」「坂の下に見えたあの街に」「Scrambling Rock'n'Roll」「十七歳の地図」「Freeze Moon」の計6曲がカットされ、ボーナストラックとして「ダンスホール」が追加収録されている。

## 批評
| 専門評論家によるレビュー      | 専門評論家によるレビュー |
| レビュー・スコア              | レビュー・スコア         |
| 出典                          | 評価                     |
| ----------------------------- | ------------------------ |
| CDジャーナル                  | 肯定的                   |
| 音楽誌が書かないJポップ批評35 | 否定的                   |
| 尾崎豊 Forget Me Not          | 肯定的                   |

本作の存在意義に対する批評家たちの評価は賛否両論となっており、音楽情報サイト『CDジャーナル』では、『Volume 1.』のレビューにおいてリアルタイムで尾崎に共感した世代がすでに社会人になっていることを踏まえた上で、当時の熱狂の答えは「彼らがこのライヴ盤を聴いて何を思うかにかかっていると思う」と主張、また『Volume 2.』のレビューとして当時の尾崎に対して「触れたら骨までザックリ切れそうなほどのオーラ」を持っているとした上で「それゆえに多くの人々の心を掴んでいったことが納得できるライヴ盤だ」と肯定的に評価した。音楽誌『別冊宝島2559 尾崎豊 Forget Me Not』においてライターの安部薫は、大阪球場ライブが尾崎の全ライブにおいて究極のライブであったと主張し、「魂の奥底からロックンロールする剥き出しの衝動は、マイクだけでなく肉体そのものでアンプリファイドされている感じで、意識しなくても集中力が研ぎすまされていくかのような演奏と歓声は、瑞々しくかつヒリヒリとした10代の尾崎豊をダイレクトに伝える」と述べたほか、「大人にアップデートされる寸前の尾崎の、自分らしくあろうとする姿を見ることができる」と述べ肯定的に評価した。一方で、音楽誌『別冊宝島1009 音楽誌が書かないJポップ批評35 尾崎豊 FOREVER YOUNG』においてライターの宮城正樹は、前年にリリースされたライブ・コンピレーション・アルバム『MISSING BOY』に大阪球場公演の音源が3曲収録されていたにも拘わらず、わずか1年で同作収録曲を含む本作がリリースされたことに関して否定的に評価した。

## 収録曲
CDブックレットに記載されたクレジットを参照。
| #         | タイトル                                                | 作詞・作曲 | 編曲                           | 時間  |
| --------- | ------------------------------------------------------- | ---------- | ------------------------------ | ----- |
| 1.        | 「米軍キャンプ」(BASE CAMP)                             | 尾崎豊     | 西本明                         | 16:21 |
| 2.        | 「Driving All Night」                                   | 尾崎豊     | Yutaka Ozaki & Heart Of Klaxon | 6:05  |
| 3.        | 「はじまりさえ歌えない」(CAN'T SING EVEN THE BEGINNING) | 尾崎豊     | 西本明                         | 4:09  |
| 4.        | 「Bow!」                                                | 尾崎豊     | 西本明                         | 5:04  |
| 5.        | 「街の風景」(SCENES OF TOWN)                            | 尾崎豊     | 西本明                         | 13:03 |
| 6.        | 「ドーナツ・ショップ」(DONUTS SHOP)                     | 尾崎豊     | Yutaka Ozaki & Heart Of Klaxon | 10:23 |
| 7.        | 「坂の下に見えたあの街に」(DOWN SLOPE)                  | 尾崎豊     | 町支寛二                       | 6:25  |
| 8.        | 「Scrap Alley」                                         | 尾崎豊     | 町支寛二                       | 8:26  |
| 合計時間: | 合計時間:                                               | 合計時間:  | 合計時間:                      | 69:56 |

| #         | タイトル                                             | 作詞・作曲 | 編曲                           | 時間  |
| --------- | ---------------------------------------------------- | ---------- | ------------------------------ | ----- |
| 1.        | 「存在」(EXISTENCE)                                  | 尾崎豊     | 町支寛二                       | 5:48  |
| 2.        | 「ハイスクールROCK'N'ROLL」(HIGH SCHOOL ROCK'N'ROLL) | 尾崎豊     | 西本明                         | 13:40 |
| 3.        | 「Scrambling Rock'n'Roll」                           | 尾崎豊     | 西本明                         | 8:00  |
| 4.        | 「十七歳の地図」(SEVENTEEN'S MAP)                    | 尾崎豊     | 西本明                         | 5:02  |
| 5.        | 「愛の消えた街」(LOVELESS TOWN)                      | 尾崎豊     | 西本明                         | 5:45  |
| 6.        | 「Freeze Moon」                                      | 尾崎豊     | Yutaka Ozaki & Heart Of Klaxon | 33:50 |
| 合計時間: | 合計時間:                                            | 合計時間:  | 合計時間:                      | 72:05 |

## スタッフ・クレジット

### 参加ミュージシャン
CDブックレットに記載されたクレジットを参照。
- Yutaka Ozaki & Heart Of Klaxon
  - 尾崎豊 – ボーカル、ギター、ピアノ
  - 井上敦夫 – キーボード
  - 鴇田靖 – ギター
  - 江口正祥 – ギター
  - 田口正人 – ベース
  - 吉浦芳一 – ドラムス
  - 阿部剛 – サクソフォーン

### 制作スタッフ
CDブックレットに記載されたクレジットを参照。
- 須藤晃 – プロデュース
- 助川健（ベイブリッジスタジオ） – ミックス・エンジニア
- アンディー・ヴァンデッテ（マスターディスク（英語版）、ニューヨーク） – マスタリング・エンジニア
- 近藤久芳 – アシスタント・エンジニア
- 中沢慎太郎 – A&R
- 佐々木健彦 – レコーディング・コーディネーター
- 小杉篤（ビートオンビート、ニューヨーク） – マスタリング・コーディネーター
- 田島照久 (Thesedays) – デザイン、アート・ディレクション、写真撮影

## リリース日一覧
| No. | リリース日     | レーベル                       | 規格         | カタログ番号 | 備考                                         | 出典                 |
| --- | -------------- | ------------------------------ | ------------ | ------------ | -------------------------------------------- | -------------------- |
| 1   | 1998年11月21日 | ソニー・ミュージックレコーズ   | CD           | SRCL-4425    | 『Volume 1.』                                | [ 29 ] [ 22 ] [ 30 ] |
| 2   | 1998年11月21日 | ソニー・ミュージックレコーズ   | CD           | SRCL-4426    | 『Volume 2.』                                | [ 29 ] [ 19 ] [ 31 ] |
| 3   | 2012年8月29日  | ソニー・ミュージックレコーズ   | CD           | SRCL-8083    | CD-BOX『LIVEBEAT BOX』収録（完全生産限定盤） | [ 32 ] [ 33 ]        |
| 4   | 2012年11月7日  | ソニー・ミュージックレーベルズ | AAC-LC       | -            | デジタル・ダウンロード、『Volume 1.』        | [ 34 ]               |
| 5   | 2012年11月7日  | ソニー・ミュージックレーベルズ | AAC-LC       | -            | デジタル・ダウンロード、『Volume 2.』        | [ 35 ]               |
| 6   | 2012年11月7日  | ソニー・ミュージックレーベルズ | ロスレスFLAC | -            | デジタル・ダウンロード、『Volume 1.』        | [ 36 ]               |
| 7   | 2012年11月7日  | ソニー・ミュージックレーベルズ | ロスレスFLAC | -            | デジタル・ダウンロード、『Volume 2.』        | [ 37 ]               |